# 14 juin 1914
Le 14 juin 1914 est le 165e jour de l'année 1914 du calendrier grégorien. Il s'agit d'un dimanche.

## Événements
- Fin de la Semaine rouge, une insurrection populaire italienne contre les réformes de Giovanni Giolitti qui avait débuté le 7 juin[1]. La répression des autorités a entraîné l'épuisement rapide de ce mouvement parti d'Ancône.
- The Chicago Record-Herald and the Inter Ocean change de nom et devient le Chicago Herald, à la suite d'un vote des lecteurs
- Fondation de l'entreprise minière américaine Mine Safety Appliances
- Organisation de la « Journée des Aviateurs » à Juvisy, première réalisation du groupe d'aviateurs fédéré par Roland Garros

## Naissances
- Gisèle Casadesus, comédienne française
- Paul Patrone, footballeur français[2]
- María de la Esperanza de Borbón y Orleans, princesse d'Espagne de la Maison Bourbon
- Georges Dejardin, homme politique wallon

## Décès
- Adlai Ewing Stevenson, homme politique américain